# Ranunculus trigonus
Ranunculus trigonus Hand.-Mazz. – gatunek rośliny z rodziny jaskrowatych (Ranunculaceae Juss.). Występuje endemicznie w południowych Chinach – w Junnanie, południowo-zachodnim Syczuanie oraz w południowo-wschodniej części Tybecie. 

## Morfologia
PokrójBylina o lekko owłosionych pędach. Dorasta do 5–50 cm wysokości.
LiścieSą proste lub trójdzielne. W zarysie mają kształt od owalnego do pięciokątnego, złożone z romboidalnych i potrójnie klapowanych lub trójdzielnych segmentów. Mierzą 1,5–4,5 cm długości oraz 1,5–4,5 cm szerokości. Nasada liścia jest sercowato ucięta. Ogonek liściowy jest lekko owłosiony i ma 1,5–18 cm długości.
KwiatySą zebrane po 2–3 w wierzchotkach jednoramiennych. Pojawiają się na szczytach pędów. Mają żółtą barwę. Dorastają do 6–15 mm średnicy. Mają 5 owalnych lub podłużnych działek kielicha, które dorastają do 4–5 mm długości. Mają 5 podłużnie odwrotnie owalnych płatków o długości 3–6 mm.
OwoceNagie niełupki o odwrotnie owalnym kształcie i długości 2–4 mm. Tworzą owoc zbiorowy – wieloniełupkę o prawie kulistym kształcie i 4–7 mm długości.

## Biologia i ekologia
Rośnie na łąkach. Występuje na wysokości od 1300 do 3300 m n.p.m. Kwitnie od marca do września. 